# Alistair Richards
Alistair Sinclair Richards é o presidente e diretor de gestão do Guinness World Records.
Alistair já participou de várias cerimónias de recordes.
Em 2006, Alistair entregou em mão à rainha Elizabeth II do Reino Unido o livro "Guinness World Records 2006", durante as comemorações do 50º aniversário do Guinness World Records
.
Em 2010, juntamente com outros autores escreveu o livro Guinness World Records 2010 editado pela editora "Planeta" no Brasil